# USC Trojans (pallanuoto)
La sezione di pallanuoto degli USC Trojans è costituita dalla squadra maschile e da quella femminile di pallanuoto collegiale che rappresentano la University of Southern California (USC), che ha sede a Los Angeles in California; i membri della formazione maschile sono appellati Trojans mentre le donne sono chiamate indifferentemente Women of Troy o Trojans.
Il settore maschile venne fondato nel 1922, la squadra femminile fu invece istituita nel 1995; dette formazioni partecipano come membri della Mountain Pacific Sports Federation (MPSF), una lega sportiva che fa parte della Division I della National Collegiate Athletic Association (NCAA).
Le squadre degli USC Trojans giocano le loro partite casalinghe presso la piscina dell'Uytengsu Aquatics Center ed hanno conquistato un totale di 17 titoli nazionali: 10 con gli uomini e 7 con le donne.

## Storia

### Squadra maschile
La sezione maschile di pallanuoto degli USC Trojans venne istituita nel 1922, fa parte della conference del Mountain Pacific Sports Federation (MPSF) dal 1992 ed in precedenza era affiliata alla Pac-10.
Ha preso parte al campionato NCAA fin dalla sua prima edizione nel 1969 conclusa in sesta posizione, nel 1983 raggiunse per la prima volta la finale, persa contro i Cal. Golden Bears e vinse il suo primo titolo nel 1998 sotto la guida congiunta di John Williams e Jovan Vavic; successivamente trionfò nel torneo del 2003, in quello del 2005, ininterrottamente dal 2008 al 2013, -diventando così la prima ed unica squadra a riuscire a conquistare sei titoli consecutivi, surclassando il precedente record di tre vittorie in fila ottenuto dai Cal. Golden Bears tra il 1990 ed il 1992-, ed infine nel 2018, per un totale di dieci campionati nazionali vinti.
La squadra vanta inoltre una striscia ininterrotta di quattordici finali disputate, dal 2005 al 2018, anch'esso record NCAA nella specialità.

### Squadra femminile
La sezione femminile di pallanuoto degli USC Trojans venne istituita nel 1995 e fina dalla sua costituzione fa parte della conference del Mountain Pacific Sports Federation (MPSF).
Precedentemente all'inserimento della specialità nel novero dei campionati organizzati dall'NCAA avvenuto nel 2001, partecipò al campionato nazionale intercollegiale vincendo il titolo nel 1999 sotto la guida di Jovan Vavic; successivamente trionfò nei tornei NCAA del 2004, del 2010, del 2013, del 2016, del 2018 e del 2021, per un totale di sette campionati nazionali vinti.

## Impianti sportivi
La squadra maschile e quella femminile giocano le loro partite casalinghe presso l'Uytengsu Aquatics Center, una struttura polifunzionale situata all'interno del campus universitario realizzata nel 1983 con il nome di McDonald's Olympic Swim Stadium, che ospitò le gare di nuoto, tuffi e nuoto sincronizzato ai Giochi olimpici di Los Angeles 1984; l'impianto fu successivamente ristrutturato nel 2014 con il conseguente cambio di denominazione. La struttura ha una capienza che può arrivare ad ospitare fino a 2 500 persone
.

## Allenatori
Sono cinque i capoallenatori conosciuti della sezione maschile: Neill Kohlhase dal 1947 al 1966, Ron Severa dal 1967 al 1972, John Williams dal 1973 al 1998, Jovan Vavic dal 1995 al 2018 (tra il 1995 ed il 1998 Williams e Vavic erano co-allenatori) e Marko Pintaric dal 2019 ad oggi; il settore femminile ha avuto tre capoallenatori: Jovan Vavic dal 1995 al 2018, Casey Moon ad interim nel 2019 e Marko Pintaric dal 2020 ad oggi.
A vantare il mandato tecnico più lungo è tuttora John Williams, rimasto alla guida della squadra maschile per 26 stagioni consecutive, mentre il più vincente è Jovan Vavic: sotto la sua guida i Trojans hanno conquistato 16 dei 17 titoli nazionali della loro storia.
Casey Moon è succeduto in corsa a Jovan Vavic, in seguito al licenziamento avvenuto il 12 marzo 2019 durante lo svolgimento della stagione femminile, dopo che quest'ultimo era stato incriminato dalla Corte distrettuale del Massachusetts per il suo presunto ruolo nell'ambito dell'inchiesta giudiziaria Operazione Varsity Blues, un fraudolento sistema volto a favorire l'ingresso in alcune delle più prestigiose università di studenti reclutati per meriti atletici, falsificando i loro risultati sportivi in cambio di tangenti.

## Giocatori celebri
Moltissimi sono gli atleti che si sono distinti nella disciplina, con importanti riconoscimenti anche a livello individuale come dimostrano i 15 Peter J. Cutino Award ed i 15 premi di miglior giocatore dell'anno vinti dai Trojans; tra i giocatori più rappresentativi della storia della franchigia figurano i medagliati olimpici Tumua Anae, Patty Cardenas, Kami Craig, Anni Espar, Kostas Genidounias, Kaleigh Gilchrist, Stephania Haralabidis, Paige Hauschild, Brittany Hayes, Sof'ja Konuch, James Krumpholz, Amanda Longan, Miklós Martin, Bernice Orwig, Ilse van der Meijden, Moriah van Norman e Lauren Wenger.

## Palmarès

### Squadra maschile
- Campionato NCAA: 10

1998, 2003, 2005, 2008, 2009, 2010, 2011, 2012, 2013 e 2018

### Squadra femminile
- Campionato intercollegiale/Campionato NCAA: 7

1999, 2004, 2010, 2013, 2016, 2018 e 2021